# Hagamos
Hagamos, también llamado Hagamos Jalisco, fue un partido político local del estado de Jalisco, México, existente desde 2020 hasta 2024. Ideológicamente el partido era socialdemócrata y de centroizquierda.

## Ideología
La ideología del partido político era la socialdemocracia con algunos elementos del progresismo y el liberalismo. La plataforma política del partido defendía elementos como la redistribución de la riqueza, defensa de los servicios y patrimonio públicos, transparencia, igualdad, equidad de género, rescate ecológico del planeta, participación ciudadana, justicia universal y recuperación de la paz.

## Historia
El partido político tienes sus orígenes en la organización política Exigencia Ciudadana para el Desarrollo de Jalisco, la cual fue fundada en 2011 y renombrada bajo el nombre Hagamos en 2018.

### Trayectoria electoral
En 2018 Hagamos firmó un acuerdo de coalición con el partido Movimiento Ciudadano para participar en las elecciones locales de ese año, como parte de sus candidaturas la asociación política postuló a algunas personalidades cercanas a la Universidad de Guadalajara, por lo que se comenzó a señalar a la organización como el elemento electoral del grupo político universitario que era liderado por Raúl Padilla López, ex rector de la casa de estudios, el cual anteriormente había logrado postular algunas candidaturas en partidos como el PRI y el PRD. Con esta coalición la organización obtuvo algunas diputaciones bajo las siglas de MC, entre ellas, la de Enrique Velázquez González, quien posteriormente se convertiría en el líder de Hagamos durante el proceso para obtener el registro propio.
En 2019 la asociación política inició su procedimiento para obtener su registro legal como partido político, bajo el liderazgo de Velázquez y Abril Alcalá Padilla, como personas más visibles de la organización política, la cual fue señalada de recibir fondos públicos procedentes de la Universidad de Guadalajara. Finalmente, el 18 de septiembre de 2020 consiguieron su registro como partido político estatal luego de haber acreditado la conformación de 109 asambleas municipales en el estado además de recabar 25 mil 596 firmas que avalaron su legalidad. Durante el proceso de constitución como partido político, Velázquez dejó la presidencia de la asociación y pasó a ser ocupada por Ernesto Gutiérrez Guizar.
En marzo de 2021 el partido anunció sus candidaturas para las elecciones estatales, destacando la del diputado federal y ex rector de la Universidad de Guadalajara, Tonatiuh Bravo Padilla, quien fue designado para contender por la alcaldía de Guadalajara.
En las elecciones celebradas el 6 de junio, el partido consiguió ganar en cinco ayuntamientos: Chiquilistlán; Cuautla; El Arenal; Guachinango y Mazamitla. Además, la formación política también consiguió dos diputados plurinominales en el Congreso del Estado de Jalisco. Con estos resultados Hagamos consiguió mantener su registro como partido político estatal al superar el 3% de la votación general.
En noviembre de 2023 el partido anunció su integración a la coalición Sigamos Haciendo Historia en Jalisco para contender en las elecciones estatales del 2024. Hagamos forma parte de la alianza junto con los partidos Movimiento de Regeneración Nacional, Partido del Trabajo, Partido Verde y Futuro. El 15 de noviembre la coalición anunció como su candidata a la gubernatura a la exdiputada morenista Claudia Delgadillo González, convirtiéndose en la primera postulante del partido a la gubernatura de Jalisco. La coalición también se repitió en la 20 candidaturas para diputaciones locales, en donde Hagamos consiguió el derecho para postular a tres candidaturas, además de encabezar la candidatura en varios ayuntamientos.

### Disolución
Después de las elecciones estatales realizadas el domingo 2 de junio de 2024 y gracias a su coalición: Sigamos Haciendo Historia en Jalisco, el partido logró ganar 3 distritos en los que compitieron. Sin embargo, los resultados a nivel estatal no le favorecieron, obteniendo el 1.97% de la votación total (72 mil 530 votos).
El martes 16 de julio del 2024, el Consejo General del Instituto Electoral y de Participación Ciudadana (IEPC) de Jalisco aprobó la determinación de la “presunción de la pérdida de registro” de los partidos políticos locales Hagamos y Futuro, misma que tendría resolución una vez cerradas todas las impugnaciones relacionadas al proceso electoral. El 27 de noviembre de 2024 el IEPC declaró oficialmente la pérdida de registro de Hagamos y Futuro al no haber alcanzado el mínimo del 3% de los votos a nivel estado.

## Resultados electorales

### Gobernatura
|  | 1.96 % |

|  | 39.18 % |

### Congreso del Estado de Jalisco
|  | 4.81 % |

|  | 2.69 % |

### Ayuntamientos
|  | 5.38 % |

|  | 2.95 % |